# Абији
Абији (фр. Abilly) је насељено место у Француској у региону Центар, у департману Ендр и Лоара.
По подацима из 2011. године у општини је живело 1138 становника, а густина насељености је износила 37,59 становника/km².

## Демографија
| 1962. | 1968. | 1975. | 1982. | 1990. | 2011. |
| ----- | ----- | ----- | ----- | ----- | ----- |
| 1.205 | 1.224 | 1.174 | 1.166 | 1.145 | 1.138 |